# Sancha von Aragon
Sancha von Aragon oder Sancha von Aragonien (auch Sanchia, * um 1478 in Neapel; † 1506 in Neapel) war eine uneheliche Tochter von König Alfons II. von Neapel. Ihre Mutter war Trusia Gazullo (oder Truzia Gazella), die eine Geliebte des Königs war.
1492 verlobte sich Sancha mit Onorato Caetani, die Verlobung wurde aber wieder aufgelöst. Im Mai 1494 heiratete sie Jofré Borgia, einen Sohn des Papstes Alexander VI.
Man sagt, es sei keine glückliche Ehe gewesen, denn Sancha machte sich nichts aus dem vier Jahre jüngeren Jofré. Dies war wohl ein Grund dafür, dass sie viele Liebhaber hatte, darunter Jofrés Brüder Juan und Cesare Borgia.
Sanchas jüngerer Bruder Alfonso von Aragon (auch Alfonso von Bisceglie genannt) heiratete vier Jahre später ihre Schwägerin Lucrezia Borgia. Sancha hatte ein sehr enges Verhältnis zu ihrem Bruder und dessen Gattin Lucrezia. Nach der Ermordung ihres Bruders durch Micheletto, der Cesare Borgia als Hauptoffizier diente, heiratete Lucrezia Alfonso I. d’Este und musste ihren Sohn bei Sancha lassen. Sancha mochte den kleinen Rodrigo sehr und nahm ihn nach dem Tod Alexanders VI. mit nach Neapel.
Sancha von Aragon starb nach längerer Krankheit 1506 in Neapel. Sie blieb kinderlos.